# Su-47 (航空機)
Su-47/Су-47
- 用途：マルチロールファイター
- 分類：概念実証機
- 設計者：スホーイ設計局
- 製造者：
- 初飛行：1997年9月25日
- 生産数：1機

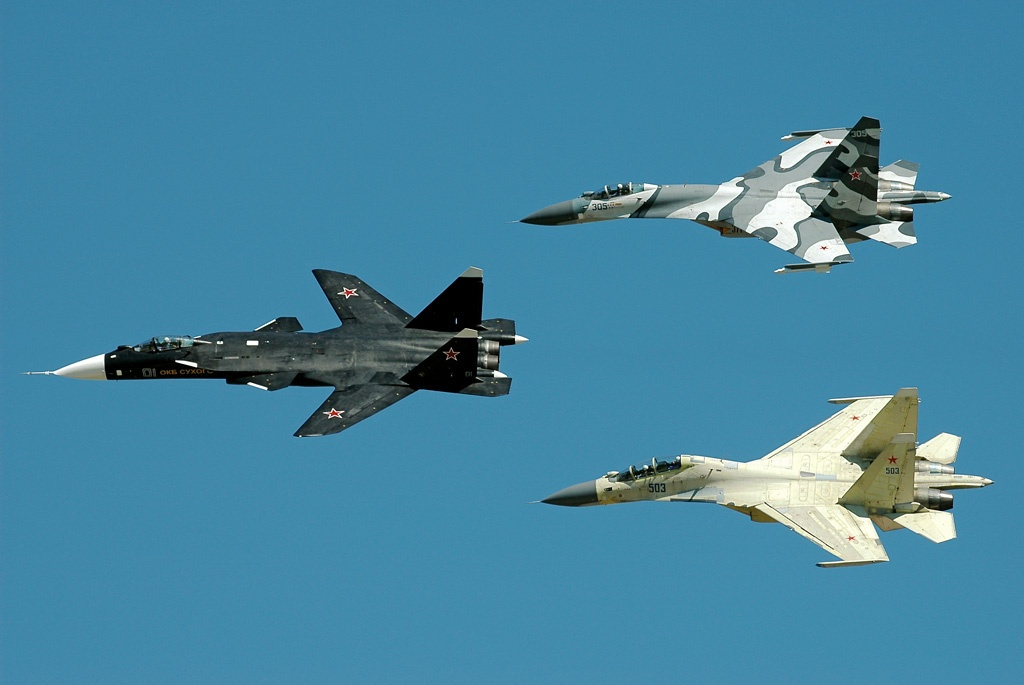
フォーメーションフライトを行うSu-47(左)

Su-47（スホーイ47、スホイ47；ロシア語：Су-47スー・ソーラク・スィェーミ）は、ロシアのスホーイ設計局が提案した第5世代ジェット戦闘機にあたるS-32の概念実証機。自社予算（プライベート・ベンチャー）で開発された。前進翼にカナード・尾翼を備えるという奇抜な構成を採用している。
愛称のベールクト（Беркут）はイヌワシのこと。北大西洋条約機構（NATO）が用いたNATOコードネームでは「ファーキン」 （Firkin：ジャムなどを入れる小瓶）と呼ばれた。

## 概要

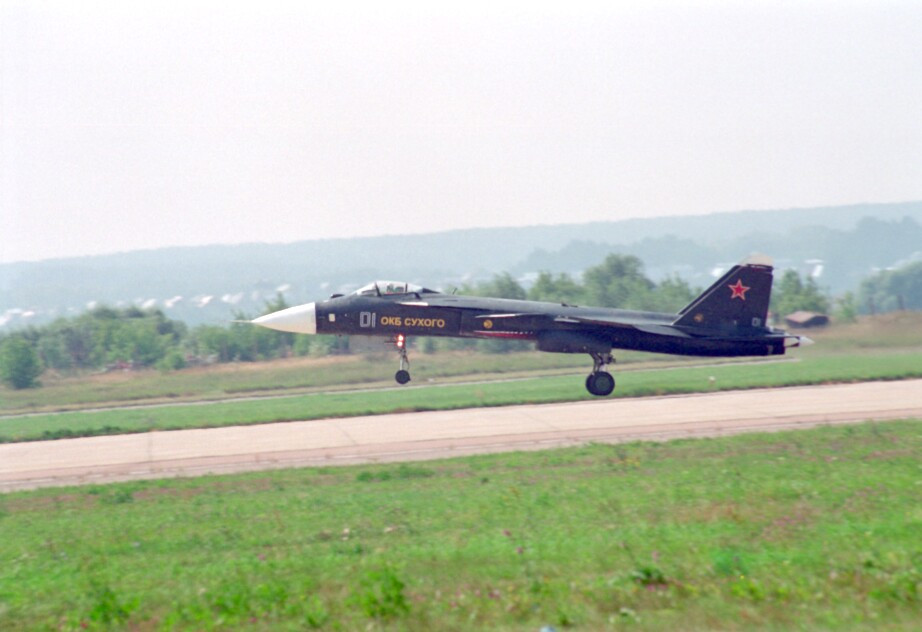
離陸直後のSu-47。ロシア機独特の離陸直後に右ロールする直前の写真。2001年MAKSにて

元々は1980年代初頭に、アドミラル・グズネツォフ型重航空巡洋艦に搭載予定の艦上戦闘機として計画されたSu-27KMが原型である。Su-27KMはSu-27という名称ではあるが、Su-27K（シーフランカー）との設計上の関係はない。Su-27KMは前進翼機であり、小型の航空母艦であるアドミラル・クズネツォフ型に合わせて主翼が折り畳めるように設計されていた。Su-27KMはウリヤノスク型原子力重航空巡洋艦の艦載機としても期待されていた。エンジンは二次元推力偏向ノズル付きのRD-79Mが予定されていた。しかし1989年にSu-27KMの開発は中止され、Su-27Kが量産されることになった。スホーイでは独自にSu-27KMの開発を続行することにした。
その後、MFI計画でスホーイが提案したS-32（С-32エース・トリーッツァチ・ドヴァー）のデモンストレーター機（概念実証機）として、S-37（С-37エース・トリーッツァチ・スィェーミ）の名称で、艦載機としての機能を省いた陸上機として設計を変更して開発を再開し、MiG-31用のエンジンであるD-31F6を搭載して、1997年に初飛行、2000年にSu-47に名称が変更された。
Su-47は、ロシア空軍向けの第5世代の戦闘機として開発されたとされる。しかしながら、本機と同年に初飛行しているF-22戦闘機が高度なステルス性を備えていた事から、ステルス能力の有無が第5世代ジェット戦闘機の必要条件と認知され、本機のような運動性能向上を図った設計の機体は第5世代として認知されなかった。
第5世代ジェット戦闘機の定義がステルス性とされて以降、逆に本機もステルス性能を備えていると言及されるようになったが、本機初飛行時点でのロシアはソ連時代も含めてステルス機を製造したことがなく、そもそもスホーイ社が公式にSu-47をステルス機と表現したことはない。逆に前進翼・カナードについては、むしろステルス性を損なう機体形状である。航空ショーへの出展時には、機体区分として単にマルチロールファイターとして申請している。仮にステルス性の要素があるとしても、この機体の基本形状の範囲で無駄を省く努力をしたという意味合いだと思われる。
搭載兵器は、固定武装として30mm機関砲GSh-30-1を採用すると見られている。そのほか、主兵装としては新しい中距離レーダー誘導空対空ミサイルR-77（RVV-AE）を搭載するとされている。また、1997年にモスクワで開催された航空ショーMAKS-97では、赤外線誘導空対空ミサイルR-73から開発された新型の空対空ミサイルK-74を搭載し、デモンストレーションを行った。他にもマルチロール機として地上目標を攻撃するための空対地ミサイルや早期警戒管制機を攻撃するための長距離ミサイルKS-172も搭載するとされる。胴体中央下面にはミサイルを収納するためのウェポン・ベイを備えている。
エンジンの排気ノズル両脇に配置された、特徴的な2本のテイルコーンは、左右で長さが異なる。左側のテイルコーンは、先端が水平尾翼の後端と同じ位置であり、右側のテイルコーンは、先端が水平尾翼より飛び出している。中身は、後方警戒レーダーとされる。
プロトタイプ名称のS-37は、Su-37 テルミナートルと名称から混同され易い。また、Su-37のイメージや、それより後発のデザインであることから、TVC（推力偏向システム）が搭載されていると誤解されるが、現時点では、排気系は通常のノズルである。なお、LFI計画でのスホーイ案Su-37の開発名称も同じS-37で紛らわしい。
機体のサイズは、戦闘機としては最も大型の部類に入るSu-27よりさらに一回り大きい。

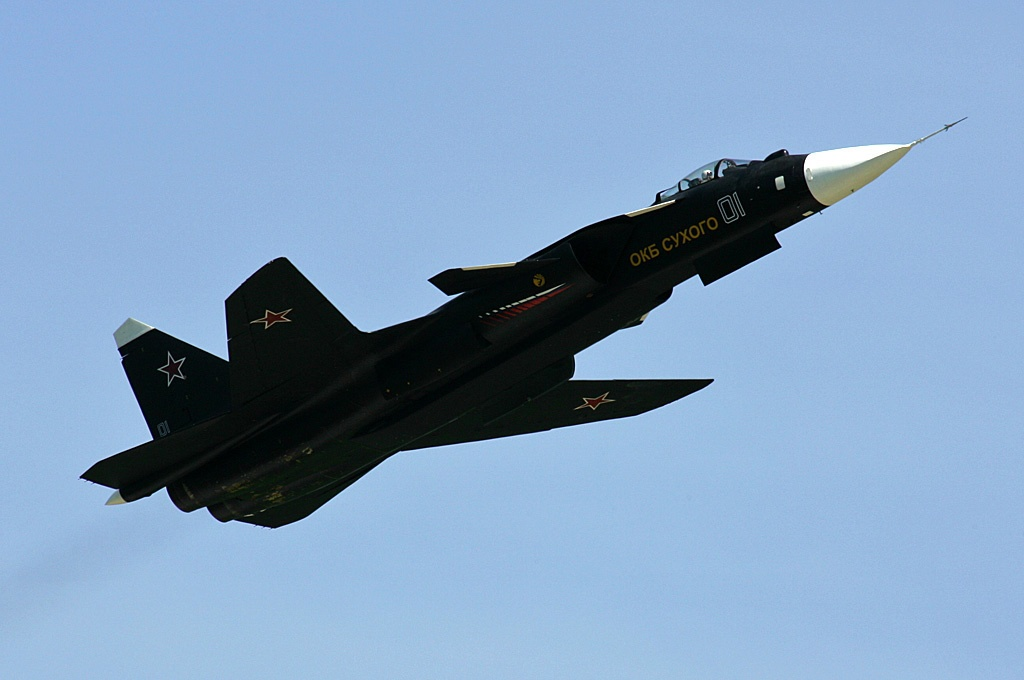
航空ショーでデモンストレーションを行うSu-47

F-22やF-15といったアメリカ空軍の機体に比べて機密レベルは高度であり、スペックについて公表されている部分は非常に少ない。ただ、航空ショーには比較的よく参加していたり、スホーイ社の広報映像でも、機体の製作途中やテスト風景はそれなりに公開されており、機密なのか、それとも自主開発のプロトタイプゆえに単に実際の運用主不在だから細かいスペックが決まっていないだけなのか、はっきりしない。
1990年代以降、ロシアでは予算不足のためMFI計画が頓挫してしまい、1.44同様、1機の試作機が製作されたのみで、Su-47の実用化への動きはなかった。兵器ショー・航空ショーなどでは、マルチロールファイターとして飛行展示を行ったり、ブースに模型を展示するなどして売り込んではいるが、Su-27系の機体の契約の方が盛んであり、Su-47に関しては実験機なので採用の動きは見られない。
技術実証機としての本機の成果は第4++世代ジェット戦闘機であるSu-35、第5世代ジェット戦闘機であるSu-57の開発に役立てられた。

## 仕様 (Su-47)
- 乗員：1名
- 全長：22.6m
- 全幅：16.7m
- 全高：6.4m
- 翼面積：56.0m2
- 自重：25,000kg
- 最大離陸重量：34,000kg
- エンジン：ソロヴィヨーフ D-30F11 ターボファンエンジンまたはAL-37FU 2基に換装予定
  - 推力：15,600kgf
- 最大速度：2,500km/h
- 航続距離：3,300km
- 輸送距離：4,500km（ドロップタンク×2使用）
- 飛行高度：18,000m
- 上昇率：233m/s
- 翼面荷重：360kg/m2
- 推力重量比：1.14
- 武装
  - 固定武装
    - GSh-30-1 内装30mm機関砲×1

  - 空対空ミサイル
    - R-77M（K-77M）
    - R-74（K-74）

  - 空対地ミサイル
    - X-29T
    - KAB-500（ポーランド語版）

## 登場作品

### 漫画
『CANDY & CIGARETTES』
雷蔵と美春の搭乗した成田発ドバイ行きの旅客機をSu-47が撃墜する。
『 PHANTOM DEAD OR ALIVE 』
ロシア人傭兵のベルクトが使用

### ゲーム
『Metal Storm』
バンカーの戦闘機として登場。性能の良さと安価なことから人気が高い。名称は「F-113イーグルX」であり、武器優良機。
『Modern Warships』
プレイヤーが操作可能な艦載機として登場。マーケット、シーズンパスの報酬として入手できる。以前配布された事もあった。
『エースコンバットシリーズ』
実機発表以前に制作された『エースコンバット』『エースコンバット2』を除く作品に登場。『エースコンバット04』においては「S-37」という名称で登場。当初は第5世代ジェット戦闘機との噂があった経緯から、若干のステルス性能を持つ機体として描かれていた。『エースコンバット5』『エースコンバットX』『エースコンバットX2』ではMFIの計画プランであったS-32も登場し、2基のエンジンを一体としたノズル周りや内向きの斜め尾翼など各部のデザインが異なる。『エースコンバット6』ではDLCの『アイドルマスター』とのコラボ機体として独特のカラーリングで登場している。
また、『エースコンバット3』ではコフィンシステムを搭載した独自の改良型「Su-43 ベルクト」として登場。『Advance』では「Si-40」、『NORTHERN WINGS』では「Vargr P-46」というSu-47をモデルとした架空機が登場。『エースコンバットAH』では戦闘機として登場し、『エースコンバット∞』ではマルチロール機としてアップデートで追加されて登場している。
『エースコンバット7』でもマルチロール機として登場。推力偏向ノズル非装備機としては唯一クルビット機動が可能となっている。
『エアフォースデルタシリーズ』
「S-37」という名称で全作品にて登場。『ブルーウィングナイツ』では主人公の一人であるジョン・ランダルとライバルの一人であるアルベルト・ウンガーが使用する。
『エナジーエアフォース』
敵機として登場。プレイヤーは使用不可。
『エンド ウォー』
Su-47をモデルにした戦闘機「Su-38 スラムハウンド」をロシア軍が使用する。
『鋼鉄の咆哮シリーズ』
Su-47をモデルにした日本型の「震電II」およびドイツ型の「ラオプフォーゲル」が登場、後の作品ではSu-47と同じモデルとなっている。『鋼鉄の咆哮3 ウォーシップコマンダー』や『ウォーシップガンナー2 鋼鉄の咆哮』では、日本型の「Su-47J」として登場している。
『サイドワインダーシリーズ』
「S-37」という名称で『F』と『V』にて登場。
『ジェットインパルス』
Su-47をモデルにした戦闘機「MB-417 ロキ」が登場。
『トムクランシーズ H.A.W.X.』
リオデジャネイロのミッションにて、敵エース部隊の「パカル隊」がSu-47を使用し、「ホークス隊」に襲いかかる。
『ドラッグオンドラグーン』
ゲーム内でとある条件を満たすと空中戦限定で使用可能となる。戦闘機ではなく、ドラゴンとして扱われているためか、主人公はコックピット内ではなく、機首にまたがって操縦している。
『フリーダム・ファイターズ』
オープニングでニューヨーク上空に飛来する戦闘機として登場。この世界ではソ連空軍に実戦配備されている設定。
『フロントライン フュエル・オブ・ウォー』
Su-47をモデルにした戦闘機「Su-48」が登場。
『ホームフロント』
アメリカ軍との共同作戦にて登場。
『萌え萌え大戦争☆げんだいばーん』
ソ連 (SOLEN) の鋼の乙女「ソロヴィ」のモデルとなっている。

### 小説
『ガーリー・エアフォース』
4巻と11巻、12巻などにロシアのアニマ「ベルクト」として登場。